# Planalto vulcânico

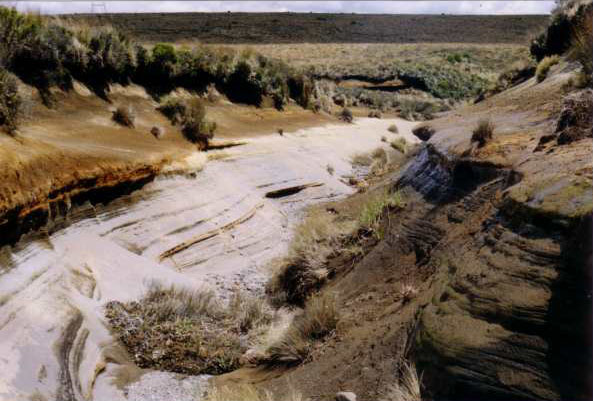
Deserto de Rangipo do Planalto vulcânico da Ilha Norte. Numerosos tephra de camadas são visíveis.

Um Planalto vulcânico é um platô produzido pela atividade vulcânica. Existem dois tipos principais: platôs de lava e platôs piroclásticos.

## Platô de lava
Os planaltos de lava são formados por lava basáltica (escorrendo) durante numerosas erupções sucessivas através de numerosas aberturas sem explosões violentas (erupções tranquilas). Estas erupções são silenciosas por causa da baixa viscosidade da lava, de modo que é muito fluido e contém uma pequena quantidade de gases presos. Os fluxos de lava de folhas resultantes podem ser expelidos a partir de fissuras ou fendas ou gigantescas erupções vulcânicas através de múltiplas aberturas características da era pré-histórica que produziram gigantes basalto de inundação. Múltiplos sucessivos e extensos fluxo de lava s cobrem a paisagem original para eventualmente formar um planalto, que podem conter campo de lavas, cone de cinzas, vulcão em escudo e outra Geomorfologia vulcânica. Em alguns casos, um platô de lava pode ser parte de um único vulcão. Um exemplo é o maciço vulcão em escudo montanha de nível no norte da Columbia Britânica, Canadá, que cobre uma área de 1 800 km2 (690 sq mi) e um volume de 860 km3 (Predefinição:Convert/mi3).
Talvez o mais extenso de todos os planaltos basálticos subaerial existiu durante o Paleogeno e possivelmente estendida1,800,000 km2 (0,69 sq mi) da região do Oceano Atlântico do norte. Esta região, conhecida como Planalto de Thulean, que geralmente se acredita ter sido quebrada pelo afundamento da crosta da Terra para formar a presente bacia oceânica.
A Terra possui inúmeros planaltos vulcânicos subaerial e submarino, como o Planalto do rio Columbia (subaerial) e o vasto Planalto de Ontong Java (submarino).

## Platô piroclástico
Os platôs vulcânicos piroclásticos são produzidos por Fluxos piroclásticos e eles são sustentados por rocha piroclástica: aglomerados, tephra, cinza vulcânica  cimentado em tufos, máfico ou felsic.
Exemplos incluem Shirasu-Daichi que cobre quase todo o Sul de Kyūshū, Japão e o planalto vulcânico da ilha norte em Nova Zelândia.